# Olympische Winterspiele 1988/Teilnehmer (Frankreich)
| Gelbes Symbol für Goldmedaillen mit stilisierten Olympischen Ringen | Graues Symbol für Silbermedaillen mit stilisierten Olympischen Ringen | Braundes Symbol für Bronzemedaillen mit stilisierten Olympischen Ringen |
| ------------------------------------------------------------------- | --------------------------------------------------------------------- | ----------------------------------------------------------------------- |
| 1                                                                   | —                                                                     | 1                                                                       |

Frankreich nahm an den Olympischen Winterspielen 1988 im kanadischen Calgary mit einer Delegation von 68 Athleten in neun Disziplinen teil, davon 53 Männer und 15 Frauen. Mit einer Goldmedaille und einer Bronzemedaille platzierte sich Frankreich auf Rang elf im Medaillenspiegel. Beide Medaillen gewann der alpine Skirennläufer Franck Piccard, der im Super-G Olympiasieger wurde und in der Abfahrt den dritten Rang belegte.
Fahnenträgerin bei der Eröffnungsfeier war die Skirennläuferin Catherine Quittet.

## Teilnehmer nach Sportarten

### Biathlon
- Xavier Blond
10 km Sprint: 56. Platz (28:36,6 min)

- Éric Claudon
20 km Einzel: 45. Platz (1:04:16,8 h)
4 × 7,5 km Staffel: 10. Platz (1:30:22,8 h)

- Christian Dumont
10 km Sprint: 51. Platz (28:20,3 min)

- Hervé Flandin
10 km Sprint: 52. Platz (28:21,4 min)
20 km Einzel: 56. Platz (1:06:50,9 h)
4 × 7,5 km Staffel: 10. Platz (1:30:22,8 h)

- Thierry Gerbier
20 km Einzel: 41. Platz (1:03:51,7 h)

- Jean-Paul Giachino
20 km Einzel: 18. Platz (1:00:43,7 h)
4 × 7,5 km Staffel: 10. Platz (1:30:22,8 h)

- Francis Mougel
10 km Sprint: 32. Platz (27:34,9 min)
4 × 7,5 km Staffel: 10. Platz (1:30:22,8 h)

### Eishockey
Männer
| - Patrick Foliot - Daniel Maric - Jean-Marc Djian - Stéphane Botteri - Steven Woodburn - Michel Leblanc - Jean-Philippe Lemoine - Jean-Philippe Lemoine - Pierre Schmitt - Jean-Christophe Lerondeau - Peter Almásy | - Paulin Bordeleau - Philippe Bozon - Guy Dupuis - Derek Haas - Stéphane Lessard - Franck Pajonkowski - André Peloffy - Christian Pouget - Antoine Richer - Christophe Ville |

- 10. Platz

### Eiskunstlauf
Männer
- Axel Médéric
15. Platz (30,4)

Frauen
- Agnès Gosselin
16. Platz (34,2)

Eistanz
- Corinne Paliard & Didier Courtois
14. Platz (28,4)

- Isabelle Duchesnay & Paul Duchesnay
8. Platz (16,0)

### Eisschnelllauf
Männer
- Claude Nicouleau
500 m: 31. Platz (38,63 s)
1000 m: 33. Platz (1:17,91 min)

- Hans van Helden
500 m: 33. Platz (39,05 s)
1000 m: 29. Platz (1:16,32 min)
1500 m: 19. Platz (1:55,61 min)
5000 m: 22. Platz (6:57,69 min)
10.000 m: 23. Platz (14:34,84 min)

Frauen
- Stéphanie Dumont
500 m: 29. Platz (43,30 s)
1500 m: 27. Platz (2:13,01 min)
3000 m: 27. Platz (4:38,03 min)
5000 m: 25. Platz (8:00,40 min)

- Marie-France van Helden
500 m: 27. Platz (42,49 s)
3000 m: 24. Platz (4:32,34 min)

### Nordische Kombination
- Jean-Pierre Bohard
Einzel (Normalschanze / 15 km): 39. Platz (367,965)
Mannschaft (Normalschanze / 10 km): 8. Platz (1:27:09,4 h)

- Xavier Girard
Einzel (Normalschanze / 15 km): 32. Platz (383,720)
Mannschaft (Normalschanze / 10 km): 8. Platz (1:27:09,4 h)

- Fabrice Guy
Einzel (Normalschanze / 15 km): 20. Platz (396,995)
Mannschaft (Normalschanze / 10 km): 8. Platz (1:27:09,4 h)

- Francis Reppelin
Einzel (Normalschanze / 15 km): Langlaufrennen nicht beendet

### Rennrodeln
Frauen
- Laurence Bonici
22. Platz (3:14,406 min)

### Ski Alpin
Männer
- Luc Alphand
Abfahrt: Rennen nicht beendet
Super-G: 7. Platz (1:42,27 min)
Kombination: 4. Platz (57,73)

- Didier Bouvet
Riesenslalom: Rennen nicht beendet

- Jean-Luc Crétier
Riesenslalom: disqualifiziert
Slalom: 6. Platz (62,98)

- Alain Feutrier
Riesenslalom: Rennen nicht beendet

- Christian Gaidet
Riesenslalom: 18. Platz (2:11,67 min)
Slalom: Rennen nicht beendet

- Franck Piccard
Abfahrt: Bronze  (2:01,24 min)
Super-G: Gold  (1:39,66 min)
Kombination: Slalomrennen nicht beendet

- Christophe Plé
Abfahrt: 25. Platz (2:04,78 min)
Kombination: 12. Platz (103,12)

- Yves Tavernier
Super-G: 20. Platz (1:44,88 min)
Riesenslalom: 24. Platz (2:12,21 min)
Slalom: Rennen nicht beendet

- Philippe Verneret
Abfahrt: disqualifiziert
Super-G: Rennen nicht beendet

Frauen
- Patricia Chauvet
Slalom: 14. Platz (1:42,79 min)

- Cathy Chedal
Super-G: Rennen nicht beendet

- Claudine Emonet
Abfahrt: 17. Platz (1:28,36 min)
Super-G: 22. Platz (1:22,05 min)
Kombination: Abfahrtsrennen nicht beendet

- Pascaline Freiher
Slalom: Rennen nicht beendet
Kombination: 22. Platz (151,93)

- Christelle Guignard
Riesenslalom: 10. Platz (2:09,46 min)
Slalom: Rennen nicht beendet

- Carole Merle
Abfahrt: 12. Platz (1:27,53 min)
Super-G: 12. Platz (1:21,01 min)
Riesenslalom: 9. Platz (2:09,36 min)
Kombination: im Slalomrennen disqualifiziert

- Catherine Quittet
Super-G: 16. Platz (1:21,48 min)
Riesenslalom: 8. Platz (2:08,84 min)

- Dorota Mogore-Tlałka
Slalom: 8. Platz (1:39,86 min)

- Małgorzata Mogore-Tlałka
Riesenslalom: 19. Platz (2:14,39 min)

### Skilanglauf
Männer
- Guy Balland
15 km klassisch: 48. Platz (46:39,9 min)
30 km klassisch: 24. Platz (1:30:20,4 h)
50 km Freistil: 24. Platz (2:11:58,7 h)
4 × 10 km Staffel: 11. Platz (1:49:15,9 h)

- Claude Pierrat
15 km klassisch: 56. Platz (47:54,3 min)
30 km klassisch: 43. Platz (1:34:15,6 h)
50 km Freistil: 17. Platz (2:09:54,9 h)

- Patrick Rémy
15 km klassisch: 37. Platz (45:45,3 min)
30 km klassisch: 68. Platz (1:40:24,5 h)
4 × 10 km Staffel: 11. Platz (1:49:15,9 h)

- Jean-Luc Thomas
15 km klassisch: 26. Platz (44:26,5 min)
50 km Freistil: Rennen nicht beendet
4 × 10 km Staffel: 11. Platz (1:49:15,9 h)

- Dominique Locatelli
30 km klassisch: 50. Platz (1:35:40,0 h)
50 km Freistil: 37. Platz (2:13:56,8 h)
4 × 10 km Staffel: 11. Platz (1:49:15,9 h)

### Skispringen
- Frédéric Berger
Normalschanze: 49. Platz (164,5)

- Didier Mollard
Normalschanze: 34. Platz (174,3)
Großschanze: 25. Platz (177,6)